# Friedrich Kühn
El General Friedrich "Fritz" Kühn (7 de agosto de 1889 - 15 de febrero de 1944) fue un General der Panzertruppe en la Heer (Ejército alemán) durante la Segunda Guerra Mundial. Recibió la Cruz de Caballero de la Cruz de Hierro de la Alemania Nazi.

## II Guerra Mundial
Al empezar la II Guerra Mundial, Kühn estaba al mando de la escuela de entrenamientos de tanques en las cercanías de Berlín, donde había estado desde el 10 de noviembre de 1938. El 10 de febrero de 1940, tomó el mando de la 3.ª Brigada Panzer encuadrada en la 3.ª División Panzer, que lideró en la Batalla de Francia. El 1 de julio de 1940, fue promovido a Generalmajor. Kühn y sus soldados jugaron un papel clave en la segunda etapa de la batalla, Fall Rot, cuando pudieron penetrar la línea Weygand francesa en el primer día de la ofensiva hasta una profundidad de 15 kilómetros, destruir catorce baterías de artillería y alisaron el camino para la explotación del avance. Por su decisivo liderazgo en ese día más tarde recibiría la Cruz de Caballero el 4 de julio de 1940. En septiembre de 1940 brevemente tomó el mando de la 3.ª División Panzer en lugar de su comandante, General der Panzertruppen Horst Stumpff, quien retomó el mando el 4 de octubre de 1940, y Kühn fue seleccionado comandante de la 33.ª División de Infantería el 5 de octubre de 1940. La 33.ª División de Infantería se convirtió en la 15.ª División Panzer el 11 de noviembre de 1940, con Kühn al mando. El 22 de marzo de 1941 intercambió  el mando de la 15.ª División Panzer con el Generalleutnant Heinrich von Prittwitz und Gaffron, y tomó el mando de la 14.ª División Panzer, que lideró en la Invasión de Yugoslavia.
Kühn y la 14.ª División Panzer participaron en la Operación Barbarroja como parte del 1.º Grupo Panzer dentro del Grupo de Ejércitos Sur, cruzando la frontera rusa cerca de Ustyluh el 20 de junio de 1941. La división capturó Lutsk el 26 de junio de 1941, alcanzando Rivne para el 1 de julio, y Bila Tserkva para el 23 de julio de 1941. La división viró hacia el sur y se condujo a través de Uman hasta Kirovohrad, que cayó el 5 de agosto de 1941. Kühn entonces lideró la división a través de Kryvyi Rih para participar en la lucha por Dnipropetrovsk, que duró hasta el 10 de septiembre de 1941. La división entonces viró al sur y participó en la Batalla de Rostov (1941), antes de pasar el invierno en posiciones defensivas en los alrededores del río Mius.
En 1942, Kühn y su división fueron ordenados de asistir en la contraofensiva contra las tropas rusas en la región del Izium, que es donde se ubicaba la unidad hasta mediados de mayo de 1942. El 22 de abril de 1942, Kühn recibió la Cruz Alemana en Oro. Durante la Segunda Batalla de Járkov, la división fue ordenada de resituarse en Stalino, que es donde se encontraba a finales de junio de 1942. El 30 de junio de 1942, Kühn dejó la 14.ª División Panzer, y el 1 de julio de 1942, fue ascendido a Generalleutnant. El 10 de septiembre de 1942 fue seleccionado General de la Mecanización del Ejército en el OKH. El 23 de febrero de 1943, por orden directa de Adolf Hitler, fue puesto al cargo de todos los asuntos de motorización de la Wehrmacht. El 1 de abril de 1943 fue ascendido a General der Panzertruppe. El 15 de febrero de 1944, murió en un raid aéreo sobre Berlín en el Hotel Bristol.

## Carrera militar – Ascensos
- Fahnenjunker (Cadete) – 19 de noviembre de 1909
- Leutnant (Teniente) – 22 de agosto de 1910
- Oberleutnant (Teniente Primero) – 24 de febrero de 1915
- Rittmeister (Capitán de Caballería) – 27 de enero de 1918
- Major (Mayor) – 1 de febrero de 1931
- Oberstleutnant (Teniente Coronel) – 1 de julio de 1934
- Oberst (Coronel) – 1 de agosot de 1936
- Generalmajor (Mayor General) – 1 de julio de 1940
- Generalleutnant (Teniente General) – 1 de julio de 1942
- General der Panzertruppen (General de tropas blindadas) – 1 de abril de 1943

## Condecoraciones y atributos militares
- Hamburgisches Hanseatenkreuz - Cruz Hanseática de Hamburgo
- Königlicher Hausorden von Hohenzollern Ritterkreuz - Orden de la Casa Real de Hohenzollern, Cruz de Caballeros (Prusia)
- Eisernes Kreuz (1914) II. Klasse – Cruz de Hierro de 2.ª Clase de 1914 (Prusia)
- Eisernes Kreuz (1914) I. Klasse – Cruz de Hierro de 1.ª Clase de 1914 (Prusia)
- 1939 Spange zum Eisernes Kreuz II. Klasee Klasse 1914 – Broche de 1939 para la Cruz de Hierro de 2.ª Clase de 1914 (Alemania)
- 1939 Spange zum Eisernes Kreuz I. Klasse 1914 – Broche de 1939 para la Cruz de Hierro de 1.ª Clase de 1914 (Alemania)
- Ehrenkreuz für Frontkämpfer 1914-1918 – Cruz de Honor para los combatientes del Frente de 1914-1918 (Alemania)
- Ritterkreuz des Eisernen Kreuzes – Cruz de Caballeros de la Cruz de Hierro (Alemania).